# 扎尔科·布罗兹
扎尔科·布罗兹（1924年2月2日—1995年6月26日）是南斯拉夫总统约瑟普·布罗兹·铁托的儿子，曾参加苏联卫国战争。在卫国战争期间的苏联官方通报中，他被称为扎尔科·弗里德里霍维奇·布罗兹。

## 生平
1924年2月2日，扎尔科·布罗兹出生在塞尔维亚人、克罗地亚人和斯洛文尼亚人王国韦利科特罗伊斯特沃。他是约瑟普·布罗兹和苏联公民佩拉吉娅·别洛乌索娃的第四个孩子。扎尔科最年长的哥哥出生后即夭折，另一个哥哥欣科和姐姐兹拉蒂察也在童年时去世。他的童年是在莫斯科度过的。
苏联卫国战争爆发后，他在17岁时志愿加入苏联红军。在军中，他升任为军官，并因作战英勇而获得两枚勋章（1944年4月13日，获得二级卫国战争勋章）。在莫斯科保卫战中，他失去一只手。
1944年，他回到南斯拉夫，居住在贝尔格莱德的德迪涅区拉茨科维奇街。他领取卫国战争老兵退休金，并负责管理位于库姆罗韦茨的葡萄园——这是他父亲托付给他的。尽管当时他的孩子们尚未成年，他却再次表现出他爱惹事生非的性格，过着一种“放荡”的生活，经常出入娱乐场所，甚至闹事斗殴。例如，在图兹拉的“布里斯托尔”宾馆，他曾酩酊大醉闹事；当宾馆向他索赔时，他宣称“由我父亲付款”。次日，他在泽尼察的“冶金宾馆”也上演了同样的一幕。因此，国家安全局开始对他进行监视。扎尔科未从事任何政治活动。
第二次世界大战结束后的1946年，他被捷克斯洛伐克总统卢德维克·斯沃博达授予“勇气和功绩勋章”。
他曾结过三次婚：1947年，他与俄罗斯女子塔玛拉·维格尔结婚，育有1子、1女：约瑟普·布罗兹（昵称“约什卡”，1947年—2025年）和兹拉蒂察·布罗兹（1948年生）。第二任妻子是特雷扎·库云季奇，育有1子：爱德华·布罗兹（1951年生）。第三任妻子为兹拉塔·耶利内克，育有1女：斯韦特拉娜·布罗兹（1955年—2025年）。
在南斯拉夫解体前夕，他仍居住在贝尔格莱德。1993年塞尔维亚议会选举时，他是“7月4日”基层社区中最早投票的人之一，当时他对记者表示：“无论谁赢，日子都不会好过”。
1995年6月26日，他在贝尔格莱德去世。